# Rue du Général-Leclerc-de-Hauteclocque
La rue du Général-Leclerc-de-Hauteclocque est une voie de Nantes, en France.

## Situation et accès
Située dans le centre-ville de Nantes, la rue du Général-Leclerc-de-Hauteclocque va de la place Saint-Pierre à la place de l'Hôtel-de-Ville, et croise les rues Saint-Denis, de Strasbourg et Saint-Vincent. Elle se trouve dans l'axe de la façade de la cathédrale Saint-Pierre-et-Saint-Paul.

## Origine du nom
Elle rend hommage au général Philippe Leclerc de Hauteclocque (appelé plus couramment général Leclerc), un des principaux chefs militaires de la France libre durant la Seconde Guerre mondiale, décédé deux mois auparavant dans un accident d'avion en Algérie.

## Historique
La rue est percée en 1874 mais apparaît déjà sur les plans d'urbanisme en 1860, notamment celui établit par Henri Gaillard pour projets de rues et grandes percées.
En 1872, la municipalité acquiert l'immeuble situé à l'angle de la de Strasbourg afin d'agrandir les locaux du Crédit municipal de Nantes (ancien mont-de-piété), déjà installé dans la rue Saint-Vincent.
Par arrêté du 18 août 1874, elle est d'abord baptisée « Rue de Châteaudun », en référence à la bataille qui eut lieu dans cette ville du département d'Eure-et-Loir lors de la guerre franco-prussienne de 1870. Puis, par délibération du conseil municipal du 28 janvier 1948,  elle prend le nom de « rue du Général-Leclerc-de-Hauteclocque ».